# Kaninpunggrävlingar
Kaninpunggrävlingar (Thylacomyidae) är en familj av pungdjur i ordningen grävlingpungdjur som består av ett enda släkte, Macrotis. Av de två kända arterna är en art redan utdöd.

## Utbredning och systematik
Tidigare fanns kaninpunggrävlingar i vidsträckta delar av inre Australien. Idag förekommer de bara i enskilda områden av Western Australia, Northern Territory och Queensland. Tidigare fanns kaninpunggrävlingar i olika habitat, men idag förekommer de bara i ökenliknande områden.
Släktet omfattar två arter.
- Större kaninpunggrävling (Macrotis lagotis)
- Mindre kaninpunggrävling (Macrotis leucura) - utdöd

Det vetenskapliga släktnamnet är bildat av de grekiska orden makros (lång/stor) och otous (öra).

## Utseende
Kaninpunggrävlingarnas främsta kännetecken är deras långa öron. Pälsen är grå och mjuk. Som alla grävlingpungdjur har de en lång och spetsig nos, främre fötter som möjliggör grävning och längre bakre extremiteter. Arten större kaninpunggrävling når en kroppslängd mellan 30 och 55 cm, en svanslängd mellan 20 och 29 cm och en vikt mellan 0,6 och 2,5 kg. Den mindre kaninpunggrävlingen var med en kroppslängd av 20 till 27 cm och en vikt mellan 300 och 440 gram betydlig mindre. Skillnader mellan dessa två arter fanns även i svansens färg. Den mindre kaninpunggrävlingen hade en helt vit svans, medan svansens främre del hos den större kaninpunggrävlingen är svart.

## Ekologi
Dessa djur skapar med sina klor tunnelformiga jordgrottor som ligger upp till två meter under markytan. De flesta individer har flera (upp till tolv) bon i sitt territorium och gömmer sig där under dagen. När de sover sitter kaninpunggrävlingarna på sina bakre fötter, gömmer nosen mellan framfötterna och täcker ögonen med sina öron. På natten letar de efter föda. Individerna lever utanför parningstiden ensamma och grottorna används bara av ett enda djur.

### Föda
Dessa djur livnär sig företrädesvis av insekter och deras larver, som de gräver upp ur marken. Ibland äter de även mindre ryggradsdjur (ödlor, möss) eller växtdelar.

### Fortplantning
Parningstiden ligger numera mellan mars och maj men i tempererade regioner hade de ingen särskild parningstid. Efter dräktigheten, som varar i ungefär 14 dagar, föder honan ett till tre ungdjur, som de följande 75 dagarna uteslutande stannar i pungen. Honans pung har öppningen bakåt. Efter ytterligare två veckor sluter honan att ge di. Kaninpunggrävlingar kan bli upp till sju år gamla.

## Kaninpunggrävlingar och människan
Hoten mot dessa djur fanns i mindre grad redan före européernas ankomst. Den australiska ursprungsbefolkningen använde deras kött som mat och deras penselsvans som smycke. Hoten ökade efter européernas landstigning.
Den större kaninpunggrävlingen försvann från regioner med lantbruk och områden med nya fiender eller konkurrenter som harar, katter och rävar. Arten förekommer idag i torra regioner i inre Australien. IUCN lister arten som sårbar (vulnerable).
Den mindre kaninpunggrävlingen fanns fram till början av 1900-talet i vidsträckta områden av inre Australien. De beskrivna hoten medförde artens utdöende. Det sista djuret iakttogs 1931.

### "Påskkaninpunggrävlingar"
Sedan 1970-talet finns initiativen att etablera kaninpunggrävlingar av choklad (Easter Bilbies) som alternativ till påskharar. Pengarna som man får genom försäljningen av dessa föremål används delvis för att betala skyddsåtgärder för kaninpunggrävlingar.